# Alexandre Falguière

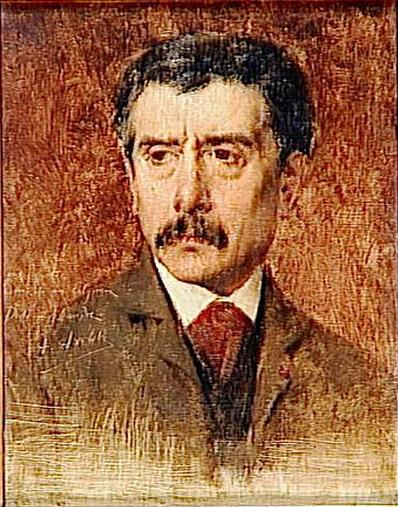
Alexandre Falguière, porträtt av Alexis Axilette.

Jean-Alexandre-Joseph Falguière, född 7 september 1831 i Toulouse, död 19 april 1900 i Paris, var en fransk bildhuggare och målare.
Falguière studerade hos Jouffroy och vann 1859 Rompriset. Han hade redan 1857 debuterat på Salongen med statyn Theseus som barn och vann stor framgång med Segraren vid tuppfäktningen (en naken springande yngling, 1864, i brons i Luxembourggalleriet). 
År 1868 vann han Salongens hedersmedalj med Martyren Tarcisius (marmor, i Luxembourg), utställde samma år Ofelia (med Kristina Nilssons drag) och vidare Corneille (staty i marmor, 1872, i Théâtre français), Egyptisk danserska (1873), Eva (1880), Diana (flera olika, 1882 ff.), Dansös, Kvinna med påfågel (1890) och flera andra kvinnobilder. 
Dessutom statyer över Thomas, Bizet, Pasteur och Balzac (avtäckt 1902), alla i Paris, kardinal Lavigerie (i Bayonne), Gambetta (i Cahors), La Fayette (i Washington, D.C.) med flera. Ett av hans verk var också den kvadriga, Revolutionens triumf, som från 1881 till 1886 krönte triumfbågen på Etoileplatsen.
I sina monument visade Falguière kraftfull och verksam hållning, helt modern och full av karaktär. I sina nakna figurer var han en av den franska plastikens mest glänsande företrädare. Också här ansågs han modern i sitt intelligenta och energiska studium av naturen och sitt genomeleganta och raffinerat känsliga framställningssätt. 
Falguière var verksam även som målare, slöt sig på detta område närmast till Henner, utställde Brottarna (1875), Kain och Abel (1876), Dolk och solfjäder (1882, Luxembourggalleriet), Sfinxen (1883), Dvärgarna (Luxembourg) med flera. Han utförde förträffliga porträtt i skulptur och även i målning.
Han var medlem av Franska Institutet och från 1882 professor vid akademien. I Glyptoteket i Köpenhamn är han representerad av 7 nummer, bland dessa exemplar i marmor av "Ofelia", "Eva" och "Diana", byster i brons av Dubois och Rodin.